# Liste von Persönlichkeiten der Stadt Esslingen am Neckar
Diese Liste enthält Persönlichkeiten, die in Esslingen am Neckar geboren sind oder dort gewirkt haben. Die Auflistung erfolgt chronologisch nach dem Geburtsjahr. Ob die Personen ihren späteren Wirkungskreis in Esslingen hatten oder nicht, ist dabei unerheblich. Viele sind im Laufe ihres Lebens von Esslingen weggezogen und andernorts bekannt geworden.

## Ehrenbürger

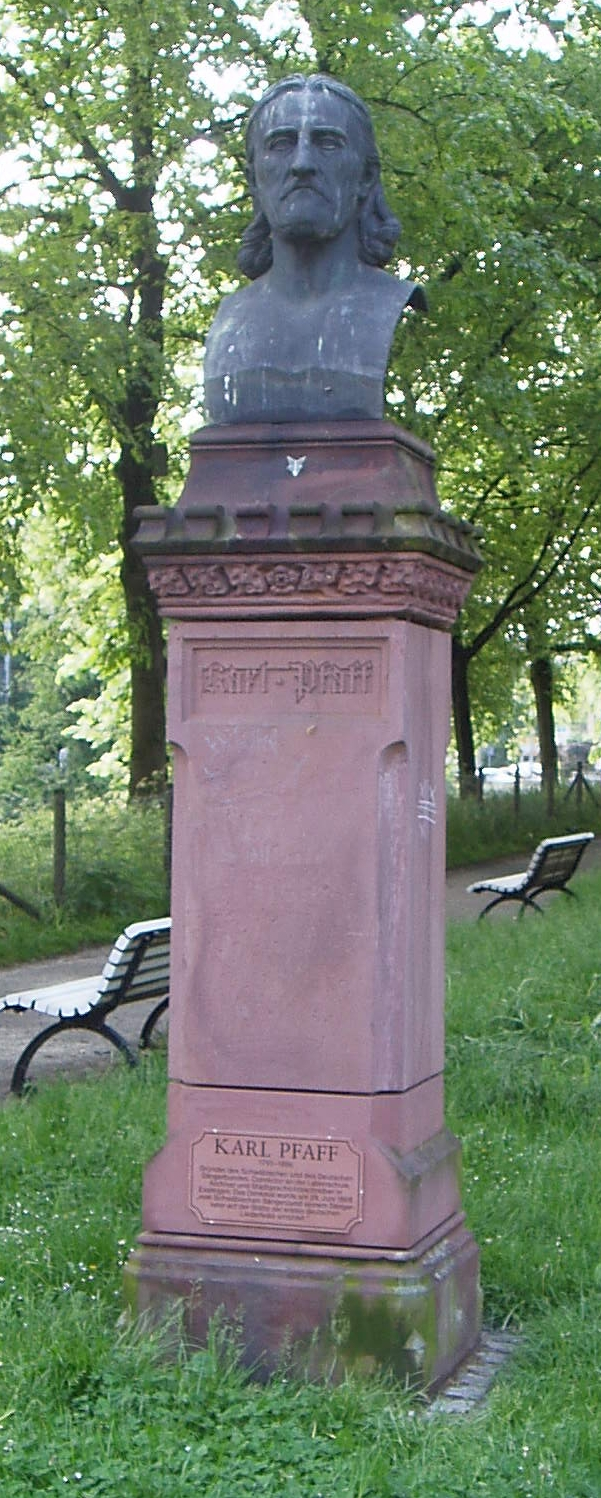
Karl-Pfaff-Denkmal auf der Maille

Die Stadt Esslingen am Neckar hat bislang elf Personen das Ehrenbürgerrecht verliehen:
- 1819: Joseph von Theobald (1772–1837), Generalquartiermeister, Geniekorpschef und Autor
- 1841: Karl Pfaff (1795–1866), Geschichtsschreiber, Lehrer und Rektor am Esslinger Pädagogium
- 1882: Paul Kapff (1810–1891), Oberamtsarzt
- 1897: August Ehrhardt (1811–1904), Direktor der Maschinenfabrik Esslingen
- 1907: Oskar Merkel (1836–1912), Fabrikant
- 1919: Ernst Schwarz (1852–1922), Vertreter des Oberbürgermeisters während dessen Kriegseinsatz von 1914 bis 1916
- 1926: Max von Mülberger (1859–1937), Oberbürgermeister von 1892 bis 1929
- 1931: Paul Friedrich Dick (1851–1938), Fabrikant
- 1952: Georg Deuschle (1877–1973), letzter Oberesslinger Schultheiß; Stadtpfleger, Kämmerer und Bürgermeister in Esslingen
- 1996: Eberhard Klapproth (1921–2010), Oberbürgermeister von 1966 bis 1989
- 2022: Wolfgang Drexler (* 1946), Stadtrat und Landtagsabgeordneter

## In Esslingen am Neckar geborene Persönlichkeiten
Die Liste enthält bekannte Personen, die in Esslingen am Neckar geboren sind, unabhängig davon, ob sie später ihren Wirkungskreis in Esslingen am Neckar hatten.

### Bis 1800
- Trutwin (1266–1287/88), auch Trutwin von Esslingen, Abt vom Kloster Kaisheim
- Trutwin (≈1242 – n. 1313), Mediziner in Esslingen und Poet
- Bernhard Trutwin, Großvater von Dionysius Dreytwein
- Matthäus Böblinger (1450–1505), Baumeister
- Pantlion Sydler (≈1460–1521), Glockengießer und Waffenhersteller
- Johann Böschenstein (1472–1540), Kirchenliederdichter, Hebraist und Mathematiker
- Michael Stifel (auch Styfel oder Stieffel) (1487–1567), Theologe und Mathematiker
- Utz Eckstein (≈1490–1558), reformierter Geistlicher und Pamphletist, tätig in der Schweiz
- Dionysius Dreytwein (1498–1576), Kürschner und Chronist
- Dionysius Grav (16. Jh.), Professor für Philosophie und lateinische Sprache sowie Dekan und Rektor der Universität Heidelberg
- Georg Wagner (1605–1661), Bürgermeister von Esslingen im Dreißigjährigen Krieg
- Johann David von Palm (1657–1721), Bankier und kaiserlicher Hofkammerrat, Stammvater der Adelsfamilie Palm. Die Palm schafften innerhalb von drei Generationen den Aufstieg vom Esslinger Bürgertum in den Reichsfürstenstand, doch erlosch das Geschlecht bereits 1851 im Mannesstamm.
- Johann Ulrich von König (1688–1744), Schriftsteller, Opernlibrettist und Hofpoet
- Johann Glocker (≈1690–1763), Maler
- Stanislaus Wülberz (1695–1755), Benediktiner, Propst, Historiker und Archivar im Kloster St. Blasien
- Benedikt Wülberz (1697–1749), Benediktiner, Theologe und Abt im Kloster St. Peter auf dem Schwarzwald
- Johann Eberhard Ihle (1727–1814), Maler und Direktor der Nürnberger Malerakademie
- Albert Philipp Frick (1733–1798), Jurist und Hochschullehrer an der Universität Helmstedt
- Philipp Jakob Ihle (1736 – n. 1790), Kunst- und Porzellanmaler, Hofmaler des Prinzen Friedrich Eugen von Württemberg
- Carl August Wilhelm von Closen (≈1754–1776), Mitglied des Göttinger Hainbundes.
- Johann Christian Friedrich Steudel (1779–1837), evangelisch-lutherischer Theologe
- Ernst Gottlob Köstlin (1780–1824), evangelischer Theologe und Professor am Johanneum in Hamburg
- Ernst Gottlieb von Steudel (1783–1856); Arzt, Botaniker und Mitbegründer des Württembergischen naturhistorischen Reisevereins
- Gotthilf David Schumann (1788–1865), Apotheker
- Louise von Sturmfeder (1789–1866), Hofdame und Erzieherin der Kaiser Franz Joseph von Österreich und Maximilian I. von Mexiko
- Philipp Nagel (1799–1870), Stadtpfleger und Landtagsabgeordneter

### 19. Jahrhundert

#### 1801 bis 1850
- Franz von Weber (1812–1874), Politiker, Landtagsabgeordneter, Landtagspräsident
- Carl Ludwig Deffner (1817–1877), Fabrikant, Landtagsabgeordneter
- Karl Mayer (1819–1889), Politiker, Landtags- und Reichstagsabgeordneter
- Valentin Salzmann (1821–1890), Gründer und erster Vorsitzender des Schwäbischen Albvereins
- Ernst von Ege (1823–1905), Theologe, Generalsuperintendent von Schwäbisch Hall und Ludwigsburg, Landtagsabgeordneter
- Immanuel Faißt (1823–1894), Komponist, Mitgründer der Stuttgarter Musikschule
- Charles Theodore Mohr (1824–1901), Botaniker und Apotheker
- Wilhelm Christian Hochstetter (1825–1881), Botaniker, Universitätsgärtner und Inspektor des Botanischen Gartens in Tübingen
- Theodor Georgii (1826–1892), Rechtsanwalt und Pionier der deutschen Turnerbewegung, Herausgeber des Turnblatts für und aus Schwaben (später Eßlinger Turnzeitung) Theodor-Georgii-Denkmal auf der Maille

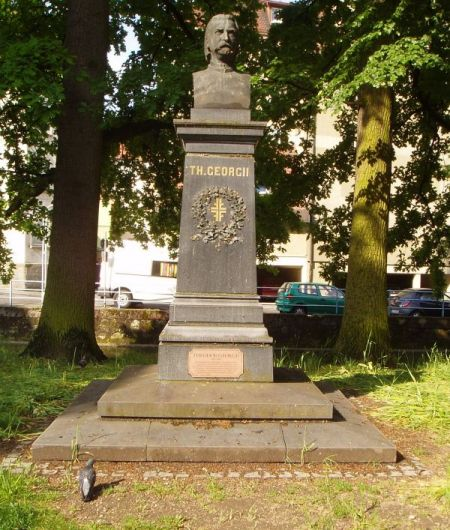
Theodor-Georgii-Denkmal auf der Maille

- Adolf Otto (1827–1898), Rechtsanwalt in Heilbronn
- Adolf Bacmeister (1827–1873), Germanist und Schriftsteller
- Carl Schumann (1827–1898), Architekt in Wien
- Ferdinand von Hochstetter (1829–1884), Geograph, Geologe, Naturforscher und Entdecker
- Albert Günther (1830–1914), Zoologe
- Carl von Häberlin (1832–1911), geboren in Oberesslingen, Maler und Illustrator
- Emil Ege (1833–1893), Landwirt, Landtagsabgeordneter 1877–1882 und 1889–1895
- Ernst von Herzog (1834–1911), Klassischer Philologe, Althistoriker, Epigraphiker und Provinzialrömischer Archäologe
- Theodor Schott (1835–1899), Theologe, Bibliothekar und Schriftsteller
- Oskar Merkel (1836–1912), unter seiner Führung wurde die Firma Merkel & Wolf zum Großbetrieb
- Karl von Ege (1837–1899), Reichsgerichtsrat
- Ernst Johann Eitel (1838–1908), protestantischer Missionar
- Julius Motteler (1838–1907), führendes Mitglied der frühen deutschen Arbeiterbewegung, Reichstagsabgeordneter
- Karl von Zeyer (1839–1920), württembergischer Beamter, Staatsminister
- Kuno von Falkenstein (1840–1899), württembergischer General der Infanterie
- Carl von Schott (1845–1913), General der Württembergischen Armee
- Albert Regelmann (1846–1912), Stadtbaurat von Oberhausen

#### 1851 bis 1900
- Heinrich von Planck (1851–1932), Prälat und Generalsuperintendent von Ulm
- Karl Geiger (1855–1924), Theologe und Bibliothekar, Leiter der Universitätsbibliothek Tübingen
- Max Georgii (1855–1934), Versicherungsjurist und Manager
- Carl Schroeter (1855–1939), Biologe und Alpenbotaniker
- Eugenie von Soden (1858–1930), Schriftstellerin und Mitglied der Frauenbewegung
- Karl von Gemmingen (1861–1953), Kammerherr und wirklicher Staatsrat
- Caspar Ritter (1861–1923), Schweizer Maler
- Karl Eisele (1862–1934), württembergischer Oberamtmann
- Max von Gemmingen (1862–1924), württembergischer Oberst
- Eugen Merkel (1862–1929), Leiter der Firma Merkel & Wolf und Gründer der Esslinger Aktienbank
- Eugen Zimmermann (1862–1911), württembergischer Oberamtmann
- Theodor von Soden (1863–1914), württembergischer Oberamtmann
- Ernst Weinschenk (1865–1921), Mineraloge, Petrologe und Hochschullehrer
- Karl Schickhardt (1866–1933), Maler und Dozent an der Stuttgarter Kunstschule
- Otto Föll (1867–unbekannt), württembergischer Oberamtmann
- Anna Schieber (1867–1945), Schriftstellerin
- Richard Calwer (1868–1927), Journalist, Nationalökonom und Statistiker
- Marie Daiber (1868–1928), Zoologin, Hochschullehrerin an der Universität Zürich
- Wilhelm Bazille (1874–1934), Politiker, Landtags- und Reichstagsabgeordneter
- Ernst Wilhelm Widmann (1876–1955), hessischer Landtagsabgeordneter
- Albert Benz (1877–1944?), Architekt, Archivar der Stadt Esslingen, Hochschullehrer in Peking
- Hermann Eugen Müller (1877–1967), Bergbau- und Vermessungsingenieur
- Wolfgang Pfleiderer (1877–1971), Philologe, Gymnasial- und Volkshochschullehrer
- Friedrich Hartmann (1878–nach 1945), Bauingenieur
- Georg Schmückle (1880–1948), Jurist und Schriftsteller
- Albert Stuber (1880–1929), Landtagsabgeordneter (verfassungsgebende Landesversammlung)
- Richard Lang (1882–1935), Geologe, Agrikulturchemiker und Hochschullehrer
- Max Sailer (1882–1964), Automobilrennfahrer und Ingenieur
- Adolf Gustav Schneck (1883–1971), Bauhaus-Architekt und Möbelbauer
- Robert Perlen (1884–1961), Jurist, Präsident des vorläufigen Staatsgerichtshofes Baden-Württemberg
- Max Gasser (1886–1961), Jurist, Präsident des Landgerichts Stuttgart
- Maria Keinath (1887–1969), Politikerin, Landtagsabgeordnete
- Rudolf Lempp (1887–1981), prägte als Architekt und Stadtbaurat in den 1920er Jahren das Stadtbild von Esslingen am Neckar
- Wilhelm Murr (1888–1945), Gauleiter der NSDAP in Württemberg-Hohenzollern und Reichsstatthalter in Württemberg
- Otto Ottenbacher (1888–1975), Generalleutnant
- Otto Merz (1889–1933), Automobilrennfahrer
- Richard Schmidt (1889–1973), Kunsthistoriker und Denkmalpfleger
- Hermann Friedrich (1891–1945), Politiker und Opfer des Nationalsozialismus
- Adolf Fleischmann (1892–1968), Maler; einer der Hauptvertreter des geometrischen Konstruktivismus und der Op-Art
- Theo Aeckerle (1892–1966), Kunstmaler
- Gustav Strohm (1893–1957), Diplomat
- Emil Mackh (1894–1951), Politiker, 1945 Oberbürgermeister von Esslingen
- Walter Albert Koch (1895–1970), Lehrer, Astrologe und Autor
- Hermann Sohn (1895–1971), geboren in Esslingen-Mettingen, Kunstpädagoge und Künstler
- Hans Schimpf (1897–1935), Offizier
- Eugen Schönhaar (1898–1934), kommunistischer Widerstandskämpfer gegen Krieg und Faschismus
- Wolfgang Mülberger (1900–1983), Ministerialbeamter und Politiker

### 20. Jahrhundert

#### 1901 bis 1925
- Karl Hettich (1901–1957), Politiker (SPD)
- Eugen Hund (1901–1975), Parteifunktionär der NSDAP
- Hans Rueß (1901–1974), Politiker (KPD/DKP), Widerstandskämpfer gegen Krieg und Faschismus
- Richard Baum (1902–2000), Musikwissenschaftler und Musikhistoriker
- Oskar Baur (1902–?), politischer Häftling im KZ Buchenwald, nach der Befreiung 1945 Führer durch die Gedenkstätte
- Erwin Goelz (1903–1981), Publizist
- Johannes Knecht (1904–1990), Agrarökonom, Gründungsdirektor der Höheren Landbauschule Nürtingen
- Alfons Klein (1905–1983), Maler, Bildhauer und Landespolitiker
- Max Leube (1907–1988), Bildhauer
- Otto Luick (1905–1984), Maler, Mitglied der Stuttgarter Sezession
- Hermann Tüchle (1905–1986), Kirchenhistoriker
- Rudolf Weeber (1906–1988), Jurist
- Alfred Barth (1907–1981), katholischer Geistlicher und Katechetiker
- Rudolf Gall (1907–1962), Klarinettist
- Heinrich Körner (1908–1993), Bildhauer und Medailleur
- Werner Ansel (1909–1988), Verwaltungsbeamter, Täter des Holocaust, von 1948 bis 1972 Landrat im Landkreis Crailsheim
- Hugo Moser (1909–1989), Philologe und Germanist
- Helmut Diller (1911–1984), Tiermaler, Medailleur und Bildhauer
- Heinz Maier-Leibnitz (1911–2000), Physiker
- Dieter Roser (1911–1975), Politiker (SPD), Oberbürgermeister von Esslingen
- Gerhard Schumann (1911–1995), Schriftsteller und nationalsozialistischer Kulturfunktionär
- Volker Böhringer (1912–1961), Maler und Grafiker
- Alfons Frick (1913–2002), Politiker, Landtagsabgeordneter
- Paul Ernst Ruppel (1913–2006), Komponist
- Louis Wintergerst (1913–1977), Bauingenieur
- Wolfgang Köstlin (1914–1997), Generalmajor im Bundesverteidigungsministerium
- Heinz-Eugen Eberbach (1921–1982), U-Boot-Kommandant, Jurist und Kapitän zur See der Bundesmarine
- Reinhart Lempp (1923–2012), Kinder- und Jugendpsychiater, Professor der Universität Tübingen
- Theo Balle (1925–2015), Politiker (CDU), Landtagsabgeordneter, Staatssekretär

#### 1926 bis 1950
- Wolfgang Pfleiderer (1927–2018), Chemiker und Hochschullehrer
- Willy Böhmerle (1929–2012), Fußballspieler
- Hans-Otto Schwarz (1929–2011), Politiker (SPD) und ehemaliger Wirtschaftsminister Baden-Württembergs
- Wolfgang Klein (* 1931), Bildhauer
- Kurt Egger (1932–2012), Biologe und Hochschullehrer
- Albert G. Burkhardt (1934–2019), Chemigraf und Hochschullehrer
- Horst Wörner (1934–2014), Zahnmediziner und Professor
- Hans Peter Braun (1935–2000), Politiker (CDU) und Landrat
- Rosemarie Bisinger (* 1936), Kanufahrerin
- Dieter Blum (* 1936), Fotograf
- Wolfgang Fritz Haug (* 1936), Philosoph
- Karl-Friedrich Binder (1937–2012), von 1974 bis 1996 Oberbürgermeister von Schwäbisch Hall
- Hans Eugen Specker (* 1937), Historiker und Archivar
- Dieter Hundt (* 1938), Unternehmer, Aufsichtsratsvorsitzender des VfB Stuttgart
- Siegfried Kullen (* 1939), Geograph
- Reimut Reiche (* 1941), Soziologe, Psychoanalytiker und Sexualforscher
- Elmar Müller (* 1942), Politiker (CDU), ehemaliger Abgeordneter des Deutschen Bundestages
- Werner E. Klatten (* 1945), Manager, Ex-Geschäftsführer der EM.TV AG, Aufsichtsratsvorsitzender der Deutschen Sporthilfe
- Christel Köhle-Hezinger (* 1945), Volkskundlerin, Professorin in Marburg und Jena
- Hermann Riedel (* 1945), Werkstoffwissenschaftler
- Wolfgang Drexler (* 1946), Politiker (SPD), Landtagsabgeordneter und Stv. Landtagspräsident, Kreisrat und Gemeinderat von Esslingen
- Walter Jürgen Schmid (* 1946), Jurist, Diplomat, Botschafter der Bundesrepublik Deutschland
- Ernst Sigmund (1946–2015), Physiker
- Werner Fohrer (1947–2025), neorealistischer Maler, Zeichner und Grafiker
- Hartmut Seyfried (* 1947), Geologe und Hochschullehrer
- Eva Heller (1948–2008), Schriftstellerin
- Elmārs Ernsts Rozītis (* 1948), Erzbischof der Lettischen Evangelisch-Lutherischen Kirche im Ausland
- Albrecht Grözinger (* 1949), evangelischer Theologe, Professor für Praktische Theologie in Mainz, Wuppertal und Basel
- Gert Kollmer-von Oheimb-Loup (1949–2021), Wirtschafts- und Sozialhistoriker
- Hans-Jörg Albrecht (* 1950), Rechtswissenschaftler
- Wolf Muser (1950–2022), Schauspieler

#### 1951 bis 1975
- Herbert Nebel (* 1951), Informatiker und Aktivist
- Barbara Hahn (* 1952), Germanistin und Hochschullehrerin
- Hans-Martin Schönherr-Mann (* 1952), Politikwissenschaftler und Philosoph
- Jürgen Stiefel (* 1953), Wasserballspieler beim SSV Esslingen; 229 Länderspiele, Europameister 1981
- Thommie Bayer (* 1953), Schriftsteller, Musiker und Maler
- Isolde Eisele (* 1953), Ruderin
- Vera Trost (* 1954), Kunsthistorikerin und Bibliothekarin
- Andreas Lonardoni (1956–2018), Bassist, Dozent, Filmkomponist und Buchautor
- Marianne Weber (* 1956), Ruderin
- Hans-Joachim Egelhaaf (* 1958), Chemiker und Privatdozent
- Nikolai von Koslowski (* 1958), Hörfunkregisseur
- Ulrike Sonntag (* 1959), Opern-, Lied- und Konzertsängerin und Professorin für Gesang an der Staatlichen Hochschule für Musik und Darstellende Kunst in Stuttgart
- Rainer Wekwerth (* 1959), Autor
- Michael Zürn (* 1959), Politikwissenschaftler, Direktor am Wissenschaftszentrum Berlin für Sozialforschung
- Ulrich Veit (* 1960), Prähistoriker
- Klaus-Rainer Brintzinger (* 1961), Bibliothekar
- Eberhard Budziat (* 1961), Jazzmusiker
- Martin Luik (* 1961), Prähistoriker, Archäologe und Hochschullehrer
- Ursula Münch (* 1961), Politikwissenschaftlerin und Hochschullehrerin
- Elisabeth Hann von Weyhern (* 1963), evangelische Theologin
- Axel Müller (* 1963), Politiker (CDU), Mitglied des Bundestags
- Olaf Nägele (* 1963), Autor
- Andreas Hesky (* 1964), von 2006 bis 2022 Oberbürgermeister von Waiblingen
- Andreas Brand (* 1964), seit 2009 Oberbürgermeister von Friedrichshafen
- Helmut Krausser (* 1964), Schriftsteller
- Anette Lenz (* 1964), Grafikdesignerin
- Stephanie Bart (* 1965), Schriftstellerin
- Volker M. Haug (* 1965), Jurist und Hochschullehrer
- Georg Restle (* 1965), Journalist und Fernsehmoderator
- Ralf Scheepers (* 1965), Sänger
- Christoph Stark (* 1965), Film- und Fernsehregisseur und Drehbuchautor
- Tobias Rehberger (* 1966), Bildhauer
- Jochen Haußmann (* 1966), Politiker (FDP), Abgeordneter im Landtag Baden-Württemberg
- Armin Müller (* 1966), Oberbürgermeister von Naumburg (Saale)
- Jørn Precht (* 1967), Dozent
- Thomas Letsch (* 1968), Fußballtrainer
- Thomas Preiß (* 1968), Pädagoge, Chorleiter, Arrangeur und Pianist
- Sabine Heinrich (* 1969), Triathletin
- Uwe Billerbeck (* 1970), Turner
- Marvin Chlada (* 1970), Sozialwissenschaftler, Autor und Musiker
- Matthias Deuschle (* 1970), evangelischer Theologe
- Corinna Hirschberg (* 1970), evangelische Theologin
- Judith Kasper (* 1970), Literaturwissenschaftlerin, Hochschullehrerin
- Jürgen Müller (* 1971), Filmemacher, Moderator, Handball-Kommentator
- Marcus Schuler (* 1971), Moderator, Hörfunkjournalist und Korrespondent
- Claudio Urru (* 1971), Koch
- Andrea Barth-März, Kunstradfahrerin, Europa- und Weltmeisterin
- Isabelle Faust (* 1972), Violinistin und Hochschulprofessorin
- Thomas Götz (* 1972), politischer Beamter (Bündnis 90/Die Grünen)
- Anne Rikta Grobe (* 1972), Grafikerin, Kinderbuchillustratorin
- Ralf Krauter (* 1972), Hörfunk- und Wissenschaftsjournalist, Moderator und Redakteur
- Kyro Ponte (* 1972), deutsch-griechischer Schriftsteller, Neurowissenschaftler und Linguist
- Roger Shah (* 1972), Trance-DJ
- Wolfgang Nowak (* 1974), Ingenieurwissenschaftler
- Mark Römer (* 1975), Fußballspieler
- Lars Käppler (* 1975), Neonazi
- Rüdiger Kauf (* 1975), Fußballspieler

#### 1976 bis 2000
- Steffen Dierolf (* 1976), Wasserballspieler
- Felix Tausch (* 1976), Jurist
- Robert Vujević (* 1980), Fußballspieler
- Cristian Fiél (* 1980), Fußballspieler
- Johannes Kreidler (* 1980), Komponist und Aktionskünstler
- Felix Luz (* 1982), Fußballspieler
- Heiko Nossek (* 1982), Wasserballspieler
- Manuel Hartmann (* 1984), Fußballspieler
- Sebastian Steudtner (* 1985), deutsch-österreichischer Big-Wave-Surfer
- Ahmet Kulabas (* 1987), Fußballspieler
- Serdar Taşçı (* 1987), Fußballspieler
- Philipp Gras (* 1989), Komponist, Arrangeur und Jazzpianist
- Ronja Kemmer (* 1989), Politikerin (CDU), Bundestagsabgeordnete
- Simon Brandstetter (* 1990), Fußballspieler
- Johannes Hübner (* 1990), Basketballtrainer
- Sami Slimani (* 1990), Youtuber
- David Müller (* 1991), Fußballspieler
- Yasin Ozan (* 1991), Fußballspieler
- Lena Gschwendtner (* 1992), Volleyballspielerin
- Reva Foos (* 1993), Schwimmerin
- Kai Gotthardt (* 1995), Dartspieler
- Adin Husić (* 1996), bosnischer Fußballtorwart
- Jakob Gühring (* 1998), Theater- und Filmschauspieler

### 21. Jahrhundert
- Leonie Patorra (* 2001), Handballspielerin
- David Nreca-Bisinger (* 2002), deutsch-kosovarischer Fußballspieler

## Persönlichkeiten, die in der Stadt wirken oder wirkten
- Jörg Amann (15./16. Jh.), Stadtarzt und Autor eines Pestbüchleins
- Johann Ludwig Andreae (1667–1725), evangelischer Pfarrer, Kartograph, Globenbauer und Buchautor
- Eberhard Bauer (1914–1984), Unternehmer
- Ernst Waldemar Bauer (1926–2015), Fernseh- und Hörfunkpublizist, Biologe, Buchautor, Dokumentarfilmer und Politiker (FDP)
- Ulrich Bauer (* 1939), Oberbürgermeister von Esslingen
- Solvejg Bauer (* 1976), Regisseurin und Intendantin
- Gottlob Berger (1896–1975), Chef des SS-Hauptamtes und Kriegsverbrecher, 1933–1935 Rektor der Knabenschule in Esslingen
- Paul Bernstein (1891–1976), Kryptologe, Dozent der Maschinenbauschule in Esslingen
- Ambrosius Blarer (1492–1564), evangelischer Pfarrer und Kirchenlieddichter, Reformator in Esslingen 1531
- Christian Gottfried Boeckh (1732–1792), Pädagoge und Theologe, ab 1762 Rektor des Pädagogiums in Esslingen
- Christoph Bossert (* 1957), Organist und Hochschulprofessor
- Karoline Breitinger (1851–1932), erste Ärztin in Württemberg
- Hermann Brodbeck (1849–1912), Brauereibesitzer, Gastwirt und Politiker
- Otto Borst (1924–2001), Historiker
- Ernst Camerer (1836–1919), Rechtsanwalt, Mitbegründer und Präsident des Schwäbischen Albvereins
- Dina Cymbalist (1907–1989), Künstlerin
- Carl Deffner (1789–1846), Fabrikant, Aufbau der Metallwarenindustrie in Esslingen, Landtagsabgeordneter
- Theodor Eisele (1867–1917), Altphilologe, 1905–1910 Lehrer und 1913–1917 Rektor des Gymnasiums in Esslingen
- Oskar Dirlewanger (1895–1945), Offizier der Waffen-SS und Kriegsverbrecher, SA-Führer in Esslingen
- Albert Dulk (1819–1884), Freidenker, der sich immer wieder in das später nach ihm benannte Dulkhäuschen in Esslingen zurückzog
- Konrad Feyner (15. Jh.), erster Buchdrucker in Esslingen
- Nicolas Fink (* 1976), Landtagsabgeordneter und Gemeinderat in Esslingen
- Johann Eberhard Fischer (1697–1771), Historiker und Sprachforscher, nahm an der Grossen Nordischen Expedition (1733-1743) teil
- Robert Fleischhauer (1833–1903), Verwaltungsbeamter, Stadtschultheiß von Esslingen
- Karl Fuchs (1872–1968), Lithograph, Grafiker und Kunstmaler
- Martin Furian (1932–2020), Sozial- und Medienpädagoge, Professor an der Fachhochschule für Sozialwesen in Esslingen
- Georg Geist (1895–1974), war von 1946 bis 1966 Landrat des Landkreises Esslingen
- Mia Gray (* 1983), Fotomodell und Sängerin
- Günter Guben (* 1938), Schriftsteller, Musiker, Maler und Fotograf
- Daniel Hauff (1629–1665), Esslinger Ratsadvokat in der Zeit der Esslinger Hexenprozesse
- Volker Hauff (* 1940), Politiker, MdB a. D., Bundesminister a. D., ehemaliger Oberbürgermeister von Frankfurt am Main
- Frigga Haug (* 1937), Soziologin und Feministin
- Otto Hauser (* 1952), Politiker (CDU), MdB a. D., Regierungssprecher und Parlamentarischer Staatssekretär a. D.
- Elise Henle (1832–1892), Schriftstellerin
- Walter Hirrlinger (1926–2018), Politiker (SPD), Landtagsabgeordneter, Wirtschaftsminister, 1990–2008 Präsident des Sozialverbands VdK Deutschland, 1953–1968 Gemeinderat in Esslingen
- Daniel Hohrath (* 1960), Militärhistoriker
- Werner Illing (1895–1979), Schriftsteller, Drehbuchautor und Regisseur
- Emil von Keßler (1813–1867), Gründer der Maschinenfabrik Esslingen
- Friedrich Ludwig von Geß (1828–1905), Jurist und Politiker, Reichsgerichtsrat, Reichstags- und Landtagsabgeordneter
- Emil von Keßler jun. (1841–1895), Direktor der Maschinenfabrik Esslingen um 1885, Sohn von Emil von Keßler
- Georg Christian von Kessler (1787–1842), Gründer der gleichnamigen Sektkellerei
- Alfred Klaiber (1895–1945), Oberbürgermeister von Esslingen
- Eberhard Klapproth (1921–2010), Oberbürgermeister von Esslingen
- Matthias Klopfer (* 1968), Oberbürgermeister von Esslingen
- Philipp Knipschild (auch Knipschildt; 1595–1657), Jurist und Rechtshistoriker
- Cosmann Friedrich Köstlin (1711–1790), „Senior Ministerii“ (Oberpfarrer) der Reichsstadt Esslingen, Scholarcha („Schuldezernent“) und Eherichter
- Johann Konrad Kreidenmann (1577–1655), Stadtsyndikus
- Hermann Kurz (1813–1873), Dichter, Schriftsteller und Übersetzer
- Fritz Landenberger (1892–1978), Augenarzt und Politiker, Oberbürgermeister von Esslingen
- Ingo Lang von Langen (1895–1979), Oberbürgermeister von Esslingen
- Alfred Leikam (1915–1992), Notar, Politiker und Gerechter unter den Völkern
- Johann Samson Wilhelm Mayer (1787–1856), Kupferschmied, Unternehmer und „angeblicher Erfinder der Zündhölzer“[1][2]
- Tobias Mayer (1723–1762), Kartograf, Mathematiker und Astronom
- Johannes Merkel (1798–1879), Gründer der Firma Merkel & Wolf, später Merkel & Kienlin (Wollene Strickgarne, Kammgarnspinnerei)
- Hans Meyer (1867–1949), Architekt des Merkel’schen Schwimmbades
- Max von Mülberger (1859–1937), Oberbürgermeister von Esslingen
- Karl Oppel (1816–1903), Schriftsteller, besuchte von 1833 bis 1835 das Lehrerseminar in Esslingen am Neckar
- Kurt Port (1896–1979), Philosoph und Verleger
- Friedrich Pospiech (1927–2007), DKP-Funktionär, Redakteur und Autor
- Friedrich Rampold (1800–1852), Mediziner und Arzt am Krankenhaus in Esslingen, 1852 in Esslingen ermordet
- Paula Rueß (1902–1980), Widerstandskämpferin und Frauenrechtlerin
- Thomas Ruf (1911–1996), Politiker, MdB des Wahlkreises Esslingen
- Ingo Rust (* 1978), Finanzbürgermeister von Esslingen
- Giovanni Salucci (1769–1845), italienischer Architekt, entwarf den Pavillon in Weil
- Agnes Sapper (1852–1929), Schriftstellerin
- Erich Schairer (1887–1956), Journalist, Publizist
- Heinrich Schickhardt (1558–1635), Baumeister des Herzogtums Württemberg
- Marlene Schittenhelm (* 1995), Musikerin und Moderatorin, in Esslingen aufgewachsen
- Louis Schlegel (1858–1929), Politiker, Reichstags- und Landtagsabgeordneter
- Jakob Ferdinand Schreiber (1809–1867), Gründer des J.-F.-Schreiber-Verlags, bekannt unter anderem für Kinderbücher, Modellbau aus Papier
- Rudolf Schwarz (1904–1963), Schriftsteller und Parapsychologe, verbrachte seine Jugend in Esslingen und nutzte Motive der Stadt in seinen Romanen
- Hans Erich Slany (1926–2013), Designer und Hochschullehrer
- Christa Vossschulte (* 1944), Landtagsabgeordnete und Schulleiterin des Theodor-Heuss-Gymnasiums Esslingen
- Emma Waiblinger (1897–1923), Schriftstellerin
- August Weiß (1832–1927), Schaumweinhersteller und nationalliberaler Politiker
- Alexander Christian Friedrich von Württemberg (1801–1844), Dichter und Oberstleutnant im in Esslingen stationierten 3. Württembergischen Reiterregiment
- Niklas von Wyle (um 1410–1479), frühhumanistischer Schriftsteller und Übersetzer, ab 1447/9 bis 1469 Stadtschreiber von Esslingen
- Jürgen Zieger (* 1955), Oberbürgermeister von Esslingen